# Đá Khúc Giác
Đá Khúc Giác là một rạn san hô thuộc cụm Bình Nguyên của quần đảo Trường Sa. Đá này nằm về phía đông - đông nam của đảo Vĩnh Viễn và về phía đông - đông bắc của bãi Hải Sâm.
Đá Khúc Giác là đối tượng tranh chấp giữa Việt Nam, Đài Loan, Philippines và Trung Quốc. Hiện chưa rõ nước nào kiểm soát đá này.
- Tên gọi: đá Khúc Giác; tiếng Anh: Iroquois Reef; tiếng Filipino: Del Pilar; tiếng Trung: 鲎藤礁; bính âm: Hòuténg jiāo; Hán-Việt: Hấu Đằng tiêu.
- Đặc điểm: diện tích khoảng 8 km².[2]